# Замора Євген Федорович

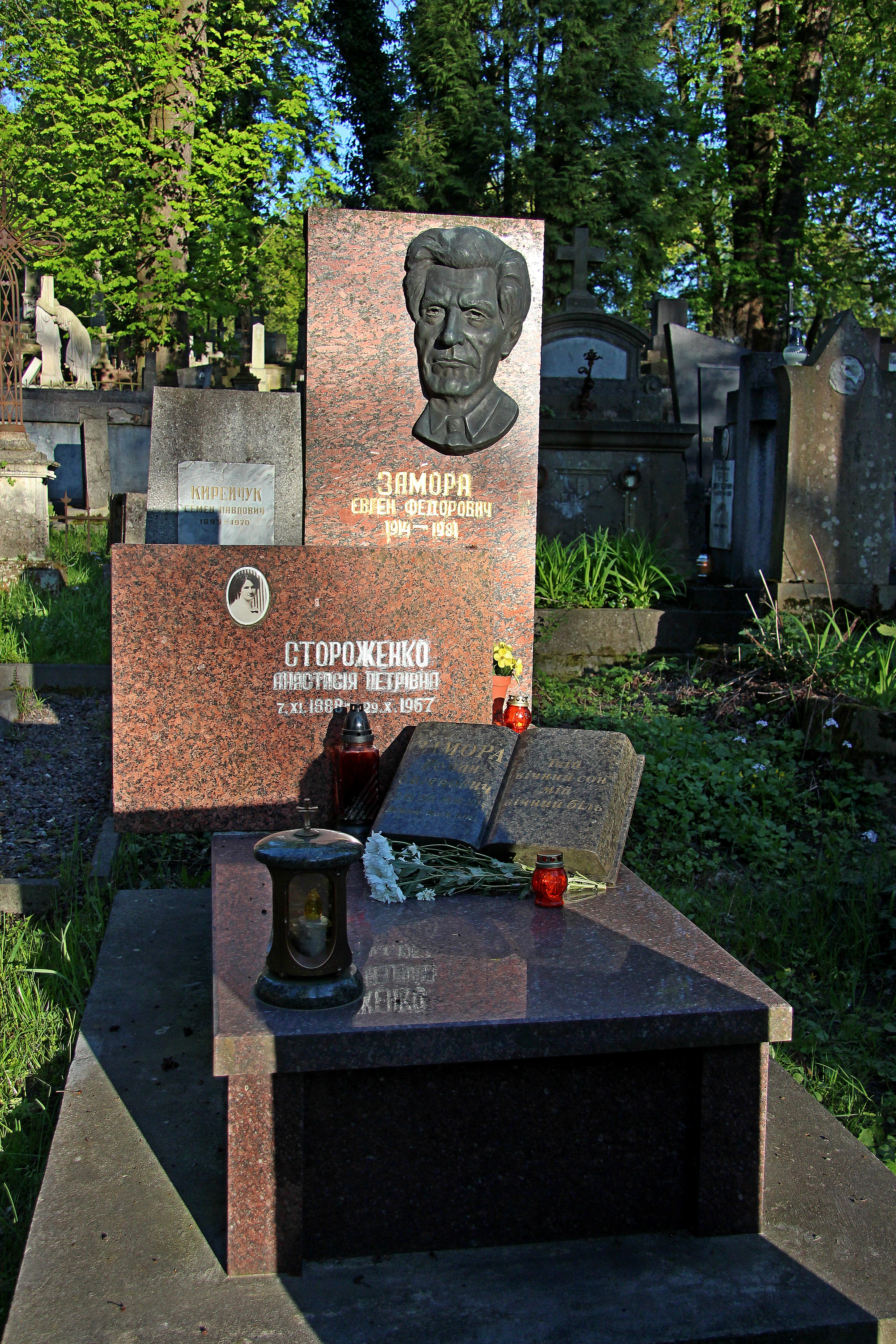

Євген Федорович Замора (нар. 29.10.1914, с. Пороги  – пом. 21.03.1981, Львів) – інженер і науковець в галузі радіотехніки, педагог, альпініст. Син Федора Павловича Замори, брат Марти Замори. Декан радіотехнічного факультету, професор Львівської Політехніки.

## Життєпис

### Молоді роки
Народився 29 жовтня 1914 року в Галичині, в селі Пороги (тепер смт Богородчанського р-ну Івано-Франківської обл.). Батько – вчитель математики і природознавства Федір (Теодор) Замора був відомим в Україні діячем народної освіти. Мати – піаністка і вчителька музики Софія Левицька-Замора. Восени 1923 року Софія Левицька разом з дітьми Євгеном і Мартою переїхала в Радянську Україну до Полтави, де на той час вже працював їхній батько. Євген навчався в полтавській Шостій трудовій школі імені Івана Франка, 1933 закінчив з відзнакою Харківський енергомеханічний технікум. Вищу освіту здобув у  Московській інженерно-технічній академії зв’язку, одержавши 1941 року диплом з відзнакою і кваліфікацію інженера-електрика з радіозв’язку. Працював викладачем радіотехніки на курсах військових радистів.
У 1941 р. був мобілізований на фронт, служив радіотехніком батальйону зв’язку в Радянській армії. Пройшов бойовий шлях від Москви до Берліну, від старшого сержанта до старшого техніка-лейтенанта. Був двічі поранений і контужений, втратив праве око. Нагороджений трьома бойовими орденами і двома медалями. Демобілізувався у 1946 р.

### Праця у Львівському політехнічному інституті (ЛПІ)
Від 1947 р. Євген Замора працював у Львівському політехнічному інституті (тепер – НУ «Львівська Політехніка») на кафедрі радіотехніки асистентом, старшим викладачем, згодом доцентом, професором. У 1954 р. захистив кандидатську дисертацію на тему «Транзитронні генератори синусоїдальних коливань».

Є. Замора зі студентами

У 1959 – 1968 рр. Євген Замора був деканом радіотехнічного факультету (РТФ). Він не обмежувався лише адміністративними обов’язками, а був вчителем і авторитетним вихователем, старшим товаришем для студентів, допомагав порадою, конкретними справами. Не одного з них врятував від переслідувань, допоміг закінчити інститут і досягнути вершин в освіті та науці. Він опікувався як навчальним процесом, так і факультетським спортом, самодіяльністю. Своїм прикладом вчив молодь бути не тільки фахівцями, а насамперед — порядними людьми. Так ним формувалася українська інженерна і науково-технічна еліта. За високу людяність, турботу про молодь студенти справедливо називали його «Батько Замора».
У 1961/62 рр. виконував обов’язки проректора інституту з навчальної роботи. Посади декана Є. Замора позбувся в 1968 р. через політичну справу: виступив на захист одного з викладачів факультету, який, на думку „компетентних органів“, був негідний звання радянського викладача, оскільки поклав квіти до могил українських діячів національно-визвольного руху.

## Наукова і викладацька діяльність
У 1960 р. з ініціативи Є. Замори була заснована перша в Україні кафедра конструювання і технології радіоелектронної апаратури (КТРА). Завідувачем кафедри він був з 1960 р. по 1974 р. У 1961 р. організував при кафедрі науково-дослідну лабораторію з досліджень генерування високостабільних коливань надвисоких частот.
Лабораторія започаткувала роботу в галузі автоматизації конструкторського проектування радіоелектронної апаратури. У ній сформувалося багато науковців, які нині працюють в Україні, Англії, Канаді, Ізраїлі, Росії. Саме в цій лабораторії були створені потужні програми ЕОМ з аналізу складних електронних кіл, а також телевізійна мультиекранна система для оптимізації лекторської роботи у навчальному процесі.
Є. Замора викладав дисципліни «Радіопередавальні пристрої», «Застосування електронних пристроїв», «Основи наукових досліджень». Був одним з небагатьох викладачів, хто читав лекції українською мовою.
Від 1975 р. працював професором кафедри радіотехнічних пристроїв. Опублікував 87 наукових і методичних робіт, серед яких монографія і 10 авторських свідоцтв на винаходи. Напрямки його наукових робіт: «Генерування високочастотних коливань діапазону НВЧ і керування ними», «Розробка теорії і методів проектування радіотехнічних пристроїв і систем». Керував роботами аспірантів, підготував двох кандидатів наук.

## Альпінізм

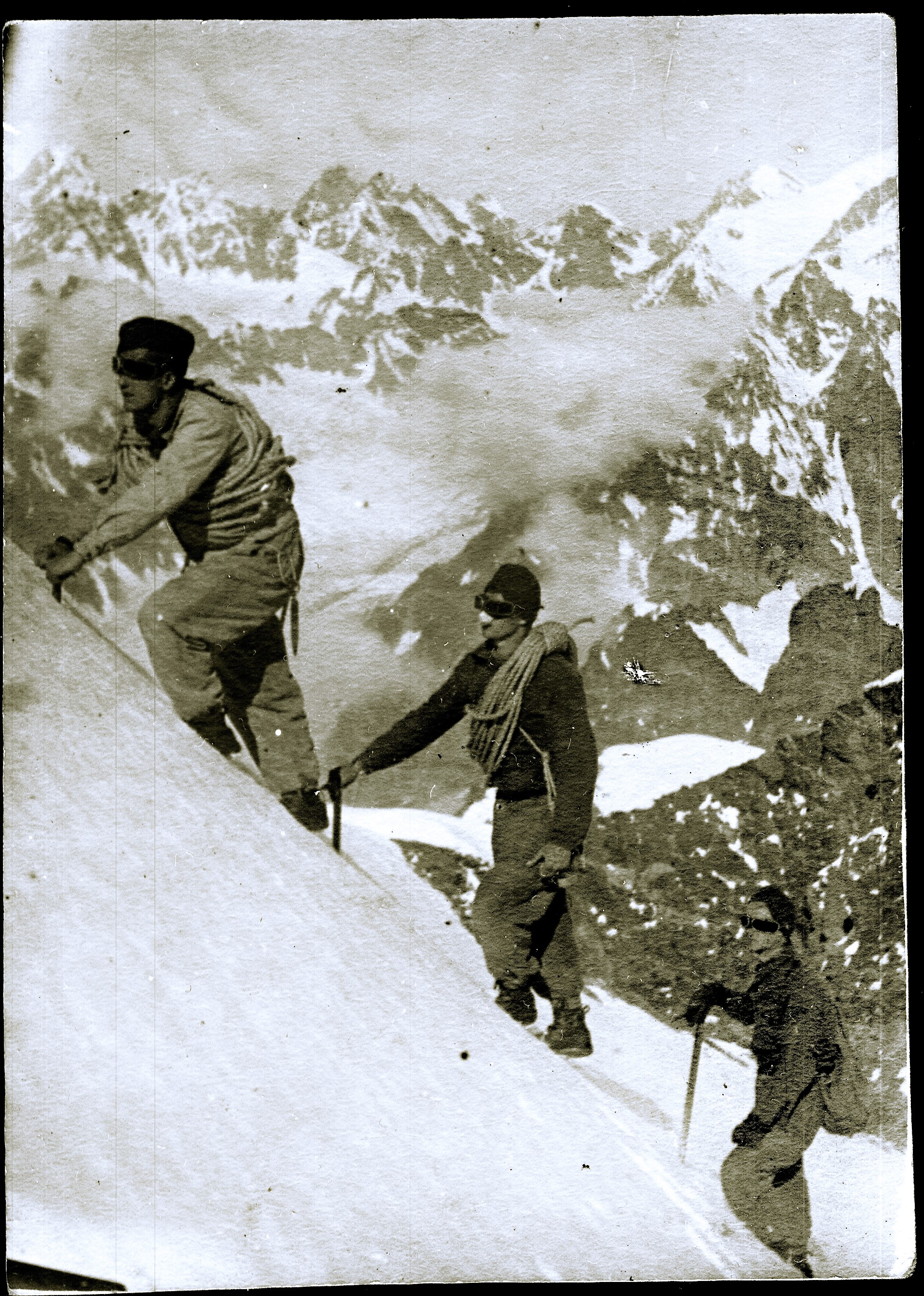
На Кавказі, 1938. Другий – Євген Замора

Євген Замора захопився альпінізмом ще в студентські роки. Був альпіністом-першорозрядником, старшим інструктором з альпінізму. У 1947 р. разом з Г. Крушелем він заснував Товариство альпіністів і туристів у Львові. Створив гурток юних альпіністів при Львівській обласній дитячій туристсько-екскурсійній станції. Завжди виховував у молодих альпіністів почуття товариськості, дружби, взаємовиручки, честі і, що важливо, з українським національним забарвленням.
Є. Замора, незважаючи на відсутність ока, неодноразово здійснював сходження на вершини Кавказу, зокрема підкорив вершини вищої категорії складності Аманауз, Цалгмил, здійснив траверс Домбай – пік ЦДСА та ін.
У березні 1964 р. він брав активну участь у першій Говерляні – масовому зимовому сходженні туристів на гору Говерлу у Карпатах, що пізніше стало традиційним. На вершині з ініціативи Євгена Замори учасники Говерляни заспівали Заповіт на честь 150-річчя з дня народження Тараса Шевченка.

## Особисте життя
Одружився Євген Замора у 1949 році. Дружина, Стороженко Наталя Яківна, – старший викладач і голова предметної комісії Львівського технікуму радіоелектроніки. У щасливому шлюбі вони прожили 32 роки і виховали двох синів – Теодора і Романа. Діти отримали вищу освіту на радіотехнічному факультеті ЛПІ і стали відомими завдяки своїм досягненням. Теодор Замора – у сфері системотехніки і штрихового кодування. Роман Замора – в галузі кабельного телебачення.
Євген Замора був талановитим музикантом-аматором – грав на фортепіано й скрипці. Особливо любив грати стрілецькі пісні і оживляв їхнім звучанням всі родинні зустрічі. Ще одним його захопленням була фотографія. Талановито вмів «зловити кадр» і сам роздруковував знімки в домашній фотолабораторії. Залишив цілу фотопанораму сучасного йому життя.
Похований на полі № 15 Личаківського цвинтаря.

## Нагороди
У роки війни нагороджений трьома бойовими орденами і двома медалями, зокрема - орденами Вітчизняної війни I-го і ІІ-го ступеня, орденом Червоної Зірки. У післявоєнні роки як ветеран війни нагороджений трьома медалями. У 1958 р. удостоєний ордена «Знак пошани».

## Вшанування пам’яті

Меморіальна дошка Євгена Замори в університеті Львівська політехніка

Багато поколінь випускників радіотехнічного факультету пам’ятають свого декана Євгена Федоровича Замору, який в роки радянського проросійського ідеологічного пресингу зумів зберегти порядність, доброзичливість і національну гордість. Його часто згадують як палкого українського патріота, яскравого представника галицької інтелігенції, відомого науковця і педагога.
Пам’ятник з бронзовим горельєфом височіє на могилі Євгена Замори, похованого на Личаківському цвинтарі у Львові.
У 2000 році в корпусі РТФ був встановлений барельєф з меморіальною таблицею в пам’ять про Євгена Замору, засновника кафедри КТРА і декана РТФ.
У 2014 році в НУ «Львівська Політехніка» за ініціативи кафедри і підтримки ректорату була проведена Урочиста Академія «До 100-річчя з дня народження Є.Ф. Замори».
Велика шана і повага студентів, викладачів і колег поставили Є.Ф. Замору в ряд знакових постатей Львівської Політехніки.